# Buchheide
Die Buchheide ist ein Naturschutzgebiet im Landkreis Uckermark in Brandenburg. Das Gebiet mit der Kenn-Nummer 1050, das zum Biosphärenreservat Schorfheide-Chorin gehört, wurde mit Verordnung vom 1. Oktober 1990 unter Naturschutz gestellt.
Die rund 566 ha große Buchheide erstreckt sich südlich der Kernstadt Templin. Die in der Randzone der Buchheide verlaufende Bundesstraße 109 kann als westliche Begrenzung und der Lübbesee als nordöstliche bzw. östliche Begrenzung angesehen werden. Im Süden beschließen der Krempsee und der Polsensee die Buchheide.
Mittig durch die Buchheide verläuft von Norden nach Süden die Landstraße 216 Templin – Vietmannsdorf, parallel weiter östlich verläuft die Straße Templin – Dargersdorf.

## Bedeutung
Das Gebiet wurde unter Schutz gestellt zur Erhaltung der Lebensräume bedrohter Tier- und Pflanzenarten in der teilweise vernäßten, kalkreichen Grundmoränenlandschaft.

## Besonderheit

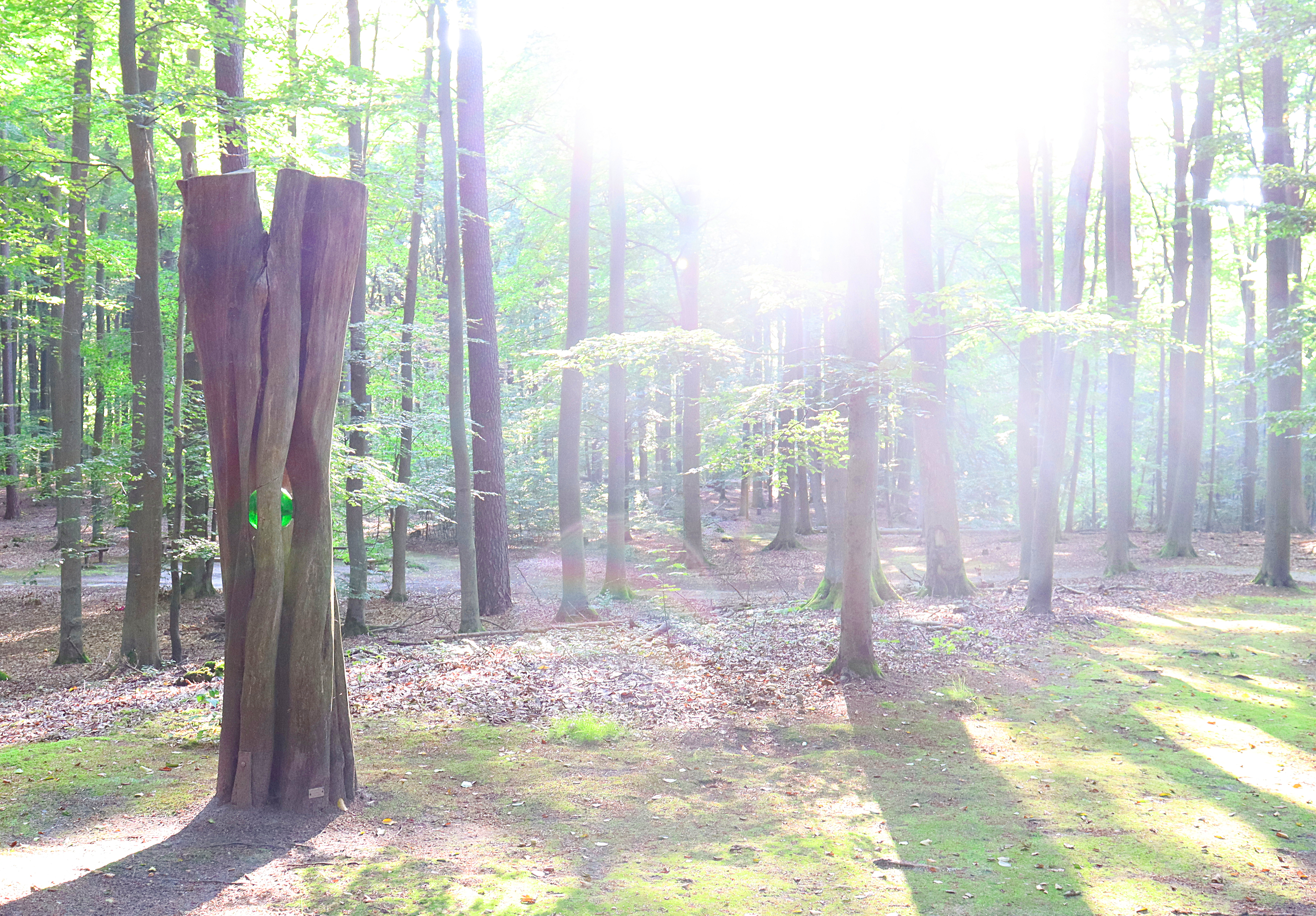
Im Waldfriedhof der Buchheide

Im nördlichen an die Stadt Templin angrenzenden Teil der Buchheide wurde 2008 der "Waldfriedhof Templiner Buchheide" eröffnet. Es handelt sich dabei um eine 8 ha große Naturbegräbnisstätte, die in der Trägerschaft der Stadt Templin steht. An 582 ausgewiesenen Bäumen dürfen hier biologisch abbaubare Urnen beigesetzt werden. Grabpflege im herkömmlichen Sinn ist nicht erlaubt, um das natürliche Erscheinungsbild des Waldes nicht zu stören.